# 1974년
1974년은 화요일로 시작하는 평년이다.

## 사건
- 1월 8일 - 긴급조치 1,2호가 발동되었다.
- 2월 7일 -  그레나다 독립
- 3월 28일 - 니콜라에 차우셰스쿠가 루마니아의 대통령에 취임.
- 4월 3일 - 긴급조치 4호가 발동되었다
- 4월 25일 - 카네이션 혁명 발생.
- 5월 18일 - 인도, 서부 라자스탄의 타르 사막에서 핵실험 실시.
- 8월 9일 - 워터게이트 사건: 리처드 닉슨 미국 대통령이 자진사퇴하고 부통령 제럴드 포드가 38대 대통령으로 취임하였다. 이로써 워터게이트 사건은 종결되었다.
- 8월 15일 - 육영수 저격 사건, 서울특별시 광복절 기념행사장에서 조총련계 재일동포 문세광이 박정희 대통령을 시해하려다 부인 육영수를 살해한 사건이 발생. 육영수 여사 외에 합창단원인 장봉화 양이 사망.
- 8월 19일 - 박정희 대통령의 영부인 육영수의 장례식이 국민장으로 거행되었다.
- 8월 22일 - 대한민국, 신민당, 당수에 김영삼 의원 선출.
- 8월 23일 - 대한민국, 긴급조치 1,4호가 해제되었다.
- 9월 4일 - 미국, 동독(독일민주공화국)과 국교수립.
- 9월 8일 - 제럴드 포드 미국 대통령, 워터게이트 사건의 주동자인 리처드 닉슨 전대통령 사면.
- 9월 16일 - 조선민주주의인민공화국, 국제원자력기구(IAEA) 가입.
- 9월 17일 - 그레나다, 기니비사우, 방글라데시, 유엔 가입.
- 9월 23일 - 천주교 정의구현 전국사제단 결성
- 11월 15일 - 유엔군 측은 판문점 비무장지대에서 제1땅굴을 발견했다고 발표하였다.
- 11월 26일 - 일본 다나카 가쿠에이 총리 사임. 후임에 미키 다케오가 선출.
- 12월 20일 - 육영수 저격범 문세광이 사형이 집행되었다.
- 11월 27일 - 민주회복국민선언이 발표되었다.

## 문화
- 1월 - 미국 뉴욕의 제 6 세계 무역 센터가 완공되어 개장하였다.
- 1월 20일 - 미국의 다목적 전투기 F-16의 프로토타입 YF-16이 비공식적인 시험 비행을 실시했다.
- 1월 26일 - 던전 & 드래곤 출시
- 2월 1일 - 한국방송협회 창립.
- 3월 - 유리 겔라가 일본을 방문함.
- 3월 28일 - KEDI 라디오 교육방송 개국.
- 3월 30일 - 산학협동재단 설립.
- 4월 - 인텔사, 인텔 8080 개발.
- 6월 20일 - 태백선 제천~고한간 80.1 km 전철화 개통.
- 8월 2일 - 아시아개발은행(ADB) 발족.
- 8월 5일 - 삼성중공업 설립.
- 8월 15일 -
  - 대한민국, 경부선 새마을호 운행 개시.
  - 서울 지하철 1호선 개통.
- 9월 1일
  - 마징가Z, 일본에서 방영종료.
  - 이란 테헤란에서 1974년 테헤란 아시안 게임이 개막하였다.(~16일)
- 9월 13일 - 대한민국, 국립천문대(현재 한국천문연구원) 발족.
- 9월 23일 - 대한민국, NGO 천주교정의구현전국사제단 발족
- 10월 3일 - 한국민속촌 개장.
- 11월 24일 - 호모 사피엔스의 조상 루시(오스트랄로피테쿠스 아파렌시스)가 에티오피아에서 발견되었다.
- 12월 5일 - 채화역이 폐지됨.
- 오리온 초코파이 첫 출시.

## 탄생

### 1월
- 1월 1일 - 일본의 작가, 디자이너 미야자키 히데타카.
- 1월 2일 - 대한민국의 바둑 기사 윤현석.
- 1월 3일
  - 대한민국의 배우 신은정.
  - 일본의 성우 이토 겐타로.
- 1월 5일 - 대한민국의 전 야구 선수 정호진.
- 1월 6일 - 일본의 영화감독 이상일.
- 1월 7일 - 스페인의 전 축구 선수 훌렌 게레로.
- 1월 8일 - 미국의 배우 맷 부셸.
- 1월 9일 - 대한민국의 가수 조성민.
- 1월 10일
  - 일본의 성우 유즈키 료카.
  - 대한민국의 성우, 문학 작가, 일러스트 이도혁.
- 1월 11일 - 대한민국의 배우 민영기.
- 1월 12일
  - 대한민국의 배우 최은석.
  - 일본의 전 축구 선수 사카모토 요스케.
- 1월 14일
  - 대한민국의 야구 선수 박연수.
  - 대한민국의 정치인 정을호.
- 1월 15일
  - 대한민국의 배우 신소민.
  - 대한민국의 야구 선수 황성관.
- 1월 16일 - 영국의 모델 케이트 모스.
- 1월 17일
  - 대한민국의 성우 최수진.
  - 이란의 샴쌍둥이 비자니 자매. (라단 비자니, 라엘 비자니) (~2003년)
- 1월 18일 - 대한민국의 성우 김지혜.
- 1월 19일 - 대한민국의 배우 박준서.
  - 조선민주주의인민공화국의 스피드스케이팅 선수 최인철.
- 1월 20일
  - 대한민국의 기업인, 정치인 이경희.
  - 대한민국의 기업인 한성호.
- 1월 23일 - 대한민국의 방송인, 전 아나운서 박나림.
- 1월 25일
  - 대한민국의 외교관 출신 기업인 김일범.
  - 대한민국의 디자이너 조수용.
  - 우즈베키스탄의 권투 선수 웃키르베크 하이다로프.
  - 일본의 만화가 아시하라 히나코. (~2024년)
  - 포르투갈의 전 축구 선수 누누 이스피리투 산투.
- 1월 26일 - 대한민국의 시인, 소설가 김나인.
- 1월 28일
  - 대한민국의 가수, 배우 임진웅.
  - 대한민국의 정치인 최선.
- 1월 29일
  - 일본의 성우 나카야마 사라
  - 조선민주주의인민공화국의 공작원 원정화.
  - 일본의 가수 와다 코지. (~2016년)
  - 대한민국의 배우 양진영.
- 1월 30일
  - 영국의 배우 크리스찬 베일.
  - 영국의 배우 올리비아 콜먼.
  - 대한민국의 아나운서 한준호.
- 1월 31일
  - 대한민국의 성우 전숙경.
  - 대한민국의 프로듀서 이윤정.

### 2월
- 2월 1일
  - 대한민국의 배우 최지연.
  - 스웨덴의 스노보드 선수 리카르드 리카르드손.
- 2월 2일
  - 대한민국의 철학자, 인문학자 윤홍식.
  - 미국의 배우, 영화감독 오즈 퍼킨스.
- 2월 3일
  - 대한민국의 방송인 김제동.
  - 이란의 배우 샤하브 호세이니.
- 2월 6일 - 일본의 성우 요시노 히로유키.
- 2월 7일
  - 일본의 DJ 누자베스.
  - 미국의 힙합 프로듀서 제이 딜라.
  - 대한민국의 희극인 윤석주.
  - 캐나다의 농구 선수 스티브 내시.
- 2월 8일
  - 대한민국의 전 축구 선수 박재현.
  - 에콰도르의 축구 선수 울리세스 데 라 크루스.
  - 프랑스의 전자 음악가 기마누엘 드 오멩크리스토 (다프트 펑크).
- 2월 9일 - 대한민국의 뮤지컬 배우 김선영.
- 2월 10일
  - 미국의 배우, 영화 감독 엘리자베스 뱅크스.
  - 대한민국의 전 야구 선수 임봉춘.
- 2월 11일 - 미국의 가수 디앤절로.
- 2월 12일 - 대한민국의 배우 원기준.
- 2월 13일 - 영국의 가수 로비 윌리엄스.
- 2월 14일 - 이탈리아의 펜싱 선수 발렌티나 베찰리.
- 2월 15일
  - 대한민국의 정치인 권은희.
  - 대한민국의 쇼트트랙 선수 송재근.
  - 대한민국의 KBS 기자 출신 정영훈
- 2월 16일
  - 미국의 배우 마허샬라 알리.
  - 대한민국의 전 야구 선수 신영균.
- 2월 18일 - 레바논의 배우, 영화감독 나딘 라바키.
- 2월 19일
  - 대한민국의 방송인, 전 기상캐스터 한연수.
  - 대한민국의 배우 최우제.
- 2월 20일
  - 대한민국의 현 야구 코치, 전 야구 선수 정경배.
  - 이란의 축구 선수 카림 바게리.
  - 대한민국의 아나운서 출신 정치인 한준호.
- 2월 21일 - 대한민국의 가수 겸 작곡가 겸 프로듀서 윤일상.
- 2월 22일
  - 영국의 싱어송라이터 제임스 블런트.
  - 일본의 희극인 진나이 토모노리.
- 2월 24일 - 대한민국의 축구 선수 조현.
- 2월 25일
  - 일본의 성우 모리쿠보 쇼타로.
  - 대한민국의 방송인, 게임해설자 이승원.
- 2월 26일 - 프랑스의 카레이서 세바스티앵 뢰브.
- 2월 27일
  - 미국의 정치인 폴 G. 커크.
  - 미국의 정치인 카트 굿윈.
- 2월 28일 - 대한민국의 가수 이적.

### 3월
- 3월 1일 - 이탈리아의 작가 피에르도메니코 바칼라리오.
- 3월 2일 - 보스니아 헤르체고비나의 전 축구 선수 야스민 무이자.
- 3월 4일
  - 대한민국의 배우 김정은.
  - 아르헨티나의 축구 선수 아리엘 오르테가.
  - 대한민국의 전 야구 선수 최만호.
- 3월 5일
  - 대한민국의 배우 장원영.
  - 대한민국의 쇼트트랙 선수 채지훈.
  - 독일의 축구 선수 옌스 예레미스.
  - 대한민국의 배우 박주희.
  - 대한민국의 전 축구 선수 김주일.
  - 영국의 희극인 맷 루커스.
- 3월 6일
  - 일본의 축구 선수 마시모 사토시.
  - 대한민국의 변호사 장재원.
- 3월 7일
  - 미국의 배우 제나 피셔.
  - 이탈리아의 육상 선수 미켈레 디도니.
- 3월 9일 - 일본의 성우 스기야마 노리아키.
- 3월 11일 - 대한민국의 가수 김윤아 (자우림).
- 3월 12일 - 일본의 성우 시이나 헤키루.
- 3월 13일 - 오스트레일리아의 배우 다이애나 글렌.
- 3월 14일
  - 대한민국의 희극인 박성호.
  - 대한민국의 성우 김창열.
  - 대한민국의 전 야구 선수 황윤성.
- 3월 15일
  - 대한민국의 가수 김동률.
  - 대한민국의 가수 반가희.
- 3월 17일 - 대한민국의 기자 최영철.
- 3월 18일 - 대한민국의 천체사진가 권오철.
- 3월 20일 - 대한민국의 성우 이지환.
- 3월 21일
  - 대한민국의 성우 전광주.
  - 대한민국의 야구 선수 최승민.
- 3월 23일
  - 스페인 카탈루냐의 영화 감독 자우메 코예트세라.
  - 뉴질랜드의 권투 선수 마크 헌트.
- 3월 24일
  - 대한민국의 아나운서 방현주.
  - 미국의 배우 앨리슨 해니건.
- 3월 25일 - 러시아의 배우 크세니야 라포포르트.
- 3월 26일 - 대한민국의 가수 더원.
- 3월 27일 - 스페인의 축구 선수 가이스카 멘디에타.
- 3월 28일
  - 일본의 성우 키시오 다이스케.
  - 독일의 축구 선수 한스외르크 부트.
  - 대한민국의 성우 홍희숙.
- 3월 29일
  - 대한민국의 성우 장경희.
  - 일본의 성우 타구치 히로코.
- 3월 30일
  - 일본의 가수 코마츠 미호.
  - 대한민국의 가수 고범준.
- 3월 31일 - 대한민국의 성악가 신현선.

### 4월
- 4월 1일
  - 대한민국의 성우 현경수.
  - 대한민국의 전 가수 서동욱.
- 4월 2일 - 대한민국의 아나운서 권대희.
- 4월 5일
  - 대한민국의 배우 엄태웅.
  - 태국의 가수 차이야 밋차이.
- 4월 6일
  - 크로아티아의 축구 선수 로베르트 코바치.
  - 대한민국의 기자, 앵커 정윤섭.
- 4월 7일 - 대한민국의 전 배구 선수 최광희.
- 4월 8일
  - 대한민국의 기업인 박지훈.
  - 미국의 군인 크리스 카일. (~2013년)
  - 스웨덴의 배우 소피아 레다르프.
- 4월 9일 - 러시아의 연쇄살인범 알렉산드르 피추시킨.
- 4월 10일
  - 대한민국의 가수 강지훈.
  - 대한민국의 가수 김정애.
  - 스웨덴의 축구 선수 안드레아스 안데르손.
- 4월 11일
  - 캐나다의 모델, 배우 트리샤 헬퍼.
  - 대한민국의 기상 캐스터 현인아.
- 4월 12일
  - 대한민국의 만화가 이명진.
  - 일본의 성우 아사이 키요미.
- 4월 13일
  - 대한민국의 배우 장문규.
  - 스웨덴의 영화 감독 루벤 외스틀룬드.
  - 대한민국의 성우 전혜수.
- 4월 14일
  - 대한민국의 성우 김광국.
  - 대한민국의 만화가 고필헌.
  - 독일의 배우 라우라 통케.
- 4월 15일
  - 대한민국의 배우 김민교.
  - 대한민국의 모델, 배우 변정수.
  - 대한민국의 배우 황동주.
- 4월 16일 - 대한민국의 기업인 김선아.
- 4월 17일
  - 영국의 패션 디자이너, 가수 빅토리아 베컴(스파이스 걸스).
  - 대한민국의 성우 최석필.
- 4월 18일
  - 영국의 영화 감독 에드거 라이트.
  - 프랑스의 좌파 정치가 올리비에 브장스노.
  - 대한민국의 기업인 이병하.
- 4월 19일
  - 대한민국의 전 배구 선수 후인정.
  - 대한민국의 가수 이예린.
- 4월 20일 - 대한민국의 현 야구 코치, 전 야구 선수 강동우.
- 4월 21일
  - 대한민국의 배우 하은섬.
  - 미국의 야구 선수 클리프 브룸바.
- 4월 22일
  - 대한민국의 축구 해설가 박문성.
  - 대한민국의 정치 평론가 변희재.
  - 미국의 음악가 샤보 오다지안.
- 4월 24일 - 영국의 화가 스티븐 윌트셔.
- 4월 25일 - 대한민국의 배우, 연출가 임철형.
- 4월 26일 - 대한민국의 배우 박민규.
- 4월 27일 - 대한민국의 희극인 정성호.
- 4월 28일
  - 대한민국의 다이빙 선수 이종화.
  - 스페인의 배우 페넬로페 크루스.
  - 쿠바의 권투 선수 로렌소 아라곤.
- 4월 29일 - 일본의 성우 가와라기 시호.

### 5월
- 5월 1일
  - 대한민국의 배우 김로사.
  - 대한민국의 기업인 최용민.
- 5월 2일
  - 브라질의 축구 선수 히카르두 루카스 도도.
  - 잉글랜드의 배우 맷 베리.
- 5월 3일 - 미국의 영화 감독, 영화 제작가 조지프 코신스키.
- 5월 6일 - 일본의 전직 축구 선수, 축구 지도자 나카무라 신.
- 5월 8일
  - 대한민국의 사격 선수 여갑순.
  - 대한민국의 전 야구 선수 장석희.
  - 대한민국의 현 야구 코치, 전 야구 선수 진갑용.
  - 대한민국의 배우 배해선.
  - 대한민국의 만화가 박은아.
- 5월 9일 - 대한민국의 가수 김성욱.
- 5월 10일
  - 대한민국의 방송인 신정환.
  - 대한민국의 배우 임형준.
  - 프랑스의 축구 선수 실뱅 윌토르.
- 5월 11일
  - 프랑스의 배우 브누아 마지멜.
  - 대한민국의 가수, 배우 김성욱.
  - 대한민국의 축구 선수 김승한.
- 5월 13일 - 대한민국의 야구 선수 최영필.
- 5월 15일 - 대한민국의 전 레슬링 선수 김진수.
- 5월 16일 - 이탈리아의 싱어송라이터 라우라 파우시니.
- 5월 17일 - 미국의 축구 선수 에디 루이스.
- 5월 19일 - 중화인민공화국의 배우, 스턴트맨 장진.
- 5월 20일 - 대한민국의 전 야구 선수 김성준.
- 5월 21일
  - 대한민국의 전 야구 선수 이경필.
  - 잉글랜드의 전 여성가족부 장관 제임스 셍그필.
- 5월 22일
  - 대한민국의 야구 선수 양윤기.
  - 대한민국의 가수 이정봉.
  - 미국의 배우 숀 건.
- 5월 23일 - 홍콩의 영화배우 양채니.
- 5월 24일 - 영국의 배우 나오미 라이언.
- 5월 25일 - 대한민국의 교수·대한민국 홍보 전문가·방송인 서경덕.
- 5월 26일
  - 대한민국의 싱어송라이터 이규호.
  - 일본의 만화가 아마노 코즈에.
- 5월 30일
  - 대한민국의 축구 선수 김대의.
  - 미국의 힙합 가수 빅 엘.
  - 대한민국의 배우 신하균.

### 6월
- 6월 1일
  - 대한민국의 배우 김홍표.
  - 캐나다의 싱어송라이터 앨러니스 모리세트.
  - 대한민국의 양궁 선수 정재헌.
- 6월 3일 - 대한민국의 전 농구 선수, 현 방송인 서장훈.
- 6월 4일 - 대한민국의 배우 이주희.
- 6월 6일 - 프랑스의 소설가 기욤 뮈소.
- 6월 7일
  - 대한민국의 배드민턴 선수 이동수.
  - 영국의 전 군인, 방송인 베어 그릴스.
  - 대한민국의 가수, 싱어송라이터 강허달림.
- 6월 9일 - 대한민국의 전 야구 선수, 현 야구 코치 이대진.
- 6월 11일
  - 미국의 래퍼 DJ 샤인 (드렁큰 타이거).
  - 일본의 전 축구 선수 이토 다쿠야.
- 6월 12일
  - 일본의 전 야구 선수 마쓰이 히데키.
  - 미국의 배우, 희극인 제이슨 뮤스.
- 6월 13일 - 일본의 성우 사쿠라이 타카히로.
- 6월 16일 - 영국의 배우 조셉 메이.
- 6월 17일 - 미국의 랩퍼 크레이지 본.
- 6월 18일 - 이탈리아의 축구 감독 빈첸초 몬텔라.
- 6월 21일 - 대한민국의 전 프로게임단 감독 이재균.
- 6월 22일 - 일본의 성우 나이토 료.
- 6월 23일
  - 대한민국의 TV조선 방송기자 엄성섭.
  - 대한민국의 희극인 김영철.
  - 대한민국의 가수 Ryu.
  - 오스트레일리아의 배우, 영화 감독 조엘 에저턴.
- 6월 24일
  - 대한민국의 아나운서, 방송인 박찬민.
  - 대한민국의 희극인 김대희.
- 6월 26일
  - 대한민국의 성우 김혜주.
  - 대한민국의 배우 이필모.
  - 미국의 야구 선수 데릭 지터.
  - 콩고민주공화국의 축구 선수 장카송고 반자. (~2024년)
  - 미국의 프로레슬링 선수 맷 스트라이커.
  - 레바논의 가수, 배우 니콜 사바.
- 6월 27일
  - 대한민국의 뮤지컬 배우 김선영.
  - 러시아의 장군 안드레이 수호베츠키. (~2022년)
  - 미국의 배우, 가수 크리스천 케인.
  - 일본의 축구 선수 요네야마 사토시.
- 6월 30일 - 대한민국의 전 야구 선수, 현 야구 코치 백재호.

### 7월
- 7월 1일
  - 대한민국의 미술가 겸 뮤지컬 배우 이홍.
  - 대한민국의 법조 출신 정치인 김한규.
- 7월 2일
  - 대한민국의 배우 문소리.
  - 대한민국의 시사평론가 겸 목회자 김용민.
- 7월 3일
  - 타이완의 영화 배우 권이봉.
  - 대한민국의 농구 선수 김태진.
- 7월 4일
  - 일본의 일러스트레이터, 원화가 니시다.
  - 대한민국의 의사 이재갑.
- 7월 5일
  - 대한민국의 배우 김병철.
  - 대한민국의 배우 정희태.
- 7월 6일 - 브라질의 축구 선수 제 호베르투.
- 7월 7일
  - 대한민국의 아나운서 최대현.
  - 캐나다의 컬링 선수 제니퍼 존스.
- 7월 9일
  - 일본의 가수 쿠사나기 츠요시.
  - 대한민국의 가수 겸 작가 박준희.
- 7월 11일 - 네덜란드의 축구 선수 안드레 오이여르.
- 7월 13일 - 대한민국의 미술인, 서양화가 김진.
- 7월 14일
  - 대한민국의 아나운서 김기만.
  - 대한민국의 야구 선수 이동욱.
  - 대한민국의 정치학자 최종건.
  - 대한민국의 검사 임은정.
- 7월 16일
  - 대한민국의 교수 이상윤.
  - 대한민국의 노동운동가 출신 정치인 이용우.
- 7월 17일
  - 대한민국의 야구 선수 이동욱.
  - 아르헨티나의 축구 선수 클라우디오 로페스.
- 7월 18일
  - 대한민국의 성우 이은정.
  - 대한민국의 성우 고성일.
- 7월 19일 - 대한민국의 연극배우, 연극연출자 변창열.
- 7월 21일 - 대한민국의 성우 김필진.
- 7월 22일 - 대한민국의 배우 김지호.
- 7월 23일 - 대한민국의 음악 프로듀서 전승우.
- 7월 24일
  - 일본의 정치인 야마오 시오리.
  - 대한민국의 래퍼 미노.
- 7월 25일 - 일본의 성우 카시이 쇼토.
- 7월 27일 - 대한민국의 애니메이터 조문홍.
- 7월 28일
  - 대한민국의 가수 윤여규.
  - 그리스의 정치인 알렉시스 치프라스.
- 7월 29일
  - 일본의 정치인 이즈미 겐타.
  - 대한민국의 래퍼 타이거 JK (드렁큰 타이거).
- 7월 30일
  - 미국의 배우 힐러리 스왱크.
  - 대한민국의 가수 이재훈.
- 7월 31일
  - 대한민국의 배우 윤영준.
  - 대한민국의 배우 이종혁.
  - 대한민국의 배우 곽승남

### 8월
- 8월 2일
  - 대한민국의 정치인 이재정.
  - 대한민국의 전 야구 선수 이준용.
- 8월 4일
  - 프랑스의 전 축구 선수, 현 축구 감독 코린 디아크르.
  - 일본의 성우 미즈타 와사비.
  - 아르헨티나의 축구 선수 킬리 곤살레스.
- 8월 6일 - 대한민국의 정치인 박주희.
- 8월 7일
  - 대한민국의 성우 김대중.
  - 미국의 영화 배우 마이클 섀넌.
- 8월 9일
  - 미국의 전 농구 선수 데릭 피셔.
  - 미국의 전 야구 선수 맷 모리스.
- 8월 10일
  - 대한민국의 전 야구 선수 노장진.
  - 코스타리카의 축구 선수 루이스 마린.
- 8월 13일 - 일본의 성우 나가노 아이.
- 8월 14일 - 대한민국의 뮤지컬 연출가 겸 제작자 왕용범.
- 8월 15일
  - 대한민국의 배우 김철기.
  - 대한민국의 희극인 한상규.
  - 캐나다의 배우 너태샤 헨스트리지.
- 8월 20일 - 미국의 배우 에이미 아담스.
- 8월 22일
  - 대한민국의 배우 설수진.
  - 우루과이의 전직 축구 선수 루이스 디에고 로페스.
- 8월 23일 - 일본의 작곡가 와키타 준.
- 8월 24일 - 일본의 전 축구 선수 야마다 다쿠야.
- 8월 25일
  - 대한민국의 전 야구 선수 강혁.
  - 대한민국의 기타리스트 이상순.
- 8월 27일
  - 대한민국의 희극인 강성범.
  - 캐나다의 프로레슬링 선수 조니 더바인.
- 8월 28일 - 일본의 성우 미즈하시 카오리.
- 8월 29일 - 대한민국의 교육인 차진아.
- 8월 31일 - 대한민국의 기업인 고명진.

### 9월
- 9월 1일
  - 영국의 배우 번 고먼.
  - 일본의 에니메이션 감독 야마모토 유타카.
- 9월 3일
  - 대한민국의 성우 윤여진.
  - 미국의 만화 일러스트레이터 이선 밴스카이버.
- 9월 6일 - 대한민국의 배우 유하영.
- 9월 7일
  - 대한민국의 배우 김지영.
  - 일본의 성우 타카하시 히로키.
- 9월 8일 - 대한민국의 화가, 미디어 아티스트 서동욱.
- 9월 9일 - 브라질의 가수, 작곡가, 기타리스트 아나 카롤리나.
- 9월 10일
  - 대한민국의 배우 이병욱.
  - 크로아티아의 종합격투기 선수 미르코 필로포비치.
  - 미국의 배우 라이언 필리피.
- 9월 12일
  - 미국의 가수 제니퍼 네틀스.
  - 일본의 성우 스즈무라 켄이치.
- 9월 13일 - 대한민국의 배우 송선미.
- 9월 14일 - 대한민국의 가수 이프로.
- 9월 15일 - 대한민국의 성우 박경혜.
- 9월 16일
  - 일본의 작곡가 고사키 사토루.
  - 대한민국의 배우 도기석.
- 9월 17일 - 대한민국의 심리상담가 신지현.
- 9월 18일 - 영국의 축구 선수 솔 캠벨.
- 9월 19일
  - 미국의 희극인, 방송인 지미 팰런.
  - 대한민국의 배우 이승아.
- 9월 20일 - 일본의 음악가 신도 하루이치.
- 9월 22일 - 미국의 종합격투기 선수 밥 샙.
- 9월 23일
  - 대한민국의 전 아나운서, 미스코리아 한성주.
  - 대한민국의 기자 강민수.
- 9월 26일 - 대한민국의 배우 주진모.
- 9월 27일
  - 대한민국의 작가 이지성.
  - 일본의 축구 선수 사토 진.
- 9월 28일 - 대한민국의 배우 손세광.
- 9월 29일 - 대한민국의 배우 김수진.
- 9월 30일 - 미국의 야구 선수 제러미 지암비. (~2022년)

### 10월
- 10월 2일 - 미국의 배우, 작가 미셸 크루지.
- 10월 3일 - 대한민국의 만화가 김정은.
- 10월 5일 - 대한민국의 기업인 조현아.
- 10월 6일 - 코스타리카의 축구 선수 왈테르 센테노.
- 10월 9일 - 대한민국의 배우 윤태영.
- 10월 10일 - 대한민국의 배우 안홍진.
- 10월 12일
  - 대한민국의 가수 박혜경.
  - 대한민국의 전 농구 선수 정선민.
- 10월 13일 - 대한민국의 배우 김지완.
- 10월 14일 - 대한민국의 교육자 박재현.
- 10월 15일 - 일본의 가수 오카노 아키히토.
- 10월 16일 - 대한민국의 권투 선수 최요삼.
- 10월 18일
  - 일본의 성우 후지마키 에리코.
  - 일본의 배우 가네코 노보루.
  - 중국의 배우 저우쉰.
  - 대한민국의 힙합 DJ DJ 렉스.
- 10월 19일
  - 대한민국의 성우 정현경.
  - 대한민국의 기초의회의원 박성호.
- 10월 20일 - 대한민국의 전 야구 선수 오상민.
- 10월 21일 - 일본의 야구 선수 오카모토 신야.
- 10월 22일 - 슬로바키아의 아이스하키 선수 미로슬라우 샤탄.
- 10월 23일
  - 대한민국의 야구 선수 장용대.
  - 대한민국의 가수 이하정.
- 10월 25일 - 대한민국의 배드민턴 선수 유용성.
- 10월 26일
  - 대한민국의 성우 김지영.
  - 대한민국의 배우 오나라.
- 10월 28일 - 미국의 배우 호아킨 피닉스.
- 10월 29일
  - 대한민국의 성우 정형석.
  - 대한민국의 배우 조재윤.

### 11월
- 11월 1일 - 대한민국의 리포터, 전 아나운서 정은영.
- 11월 2일 - 미국의 힙합 가수 넬리.
- 11월 3일 - 대한민국의 배구 선수 김종민.
- 11월 4일 - 대한민국의 희극인 이춘복.
- 11월 5일 - 미국의 싱어송라이터 라이언 애덤스.
- 11월 6일 - 대한민국의 배우 한호용.
- 11월 7일
  - 대한민국의 배우, 모델 최민.
  - 잉글랜드의 배우 노아 헌틀리.
- 11월 8일 - 대한민국의 성우 한채언.
- 11월 9일
  - 이탈리아의 축구 선수 알레산드로 델 피에로.
  - 이탈리아의 배우 조반나 메초조르노.
  - 일본의 스피드스케이팅 선수 다바타 마키.
  - 대한민국의 가수 최성빈. (~2022년)
  - 대한민국의 배우 김혁.
  - 대한민국의 격투기 선수 김민수.
- 11월 10일 -대한민국의 공인노무사 김희석.
- 11월 11일
  - 미국의 영화 배우 리어나도 디카프리오.
  - 대한민국의 배구 선수, 지도자 장소연.
- 11월 12일
  - 대한민국의 전 축구 선수 이호성.
  - 미국의 배우 로디스 베네딕토.
- 11월 13일 - 대한민국의 성우 김기철.
- 11월 14일 - 대한민국의 배우 이주영.
- 11월 15일
  - 포르투갈의 축구 선수 세르지우 콘세이상.
  - 대한민국의 작곡가 디스크자키 DJ 클래지.
  - 캐나다의 싱어송라이터 채드 크로거.
- 11월 16일
  - 영국의 축구 선수 폴 스콜스.
  - 잉글랜드의 전 축구 선수 제이미 레드냅.
- 11월 17일 - 대한민국의 가수 김인수. (크라잉넛)
- 11월 18일 - 미국의 배우 클로이 세비니.
- 11월 21일 - 대한민국의 가수 양정승.
- 11월 22일 - 미국의 야구 선수 케니 레이번.
- 11월 25일 - 캐나다의 배우 케네스 미첼. (~2024년)
- 11월 26일 - 덴마크의 포르노 배우 니키 데인.
- 11월 27일
  - 대한민국의 연출가 김흥동.
  - 미국의 야구 선수 케니 레이.
  - 미국의 야구 선수 켄 레이.
- 11월 28일 - 대한민국의 기수 김동철.
- 11월 29일
  - 대한민국의 배우 손건우.
  - 슬로바키아의 아이스하키 선수 파볼 데미트라. (~2011년)
  - 일본의 정치인 고바야시 다카유키.
- 11월 30일
  - 홍콩의 배우, 가수 종한량.
  - 대한민국의 가수 박현.

### 12월
- 12월 2일
  - 대한민국의 아나운서 김재홍.
  - 대한민국의 성우 윤동기.
- 12월 6일
  - 대한민국의 성우 김정아.
  - 대한민국의 농구 선수 추승균.
- 12월 7일 - 대한민국의 만화가 강풀.
- 12월 8일 - 대한민국의 야구 선수 이병규.
- 12월 9일 - 미국의 셰프 주디 주.
- 12월 10일
  - 대한민국의 바둑 기사 김영삼.
  - 일본의 축구 선수 야시로 사토시.
- 12월 11일
  - 멕시코의 프로레슬링 선수 레이 미스테리오
  - 대한민국의 배우 정만식.
- 12월 12일 - 대한민국의 가수 조은정.
- 12월 13일
  - 대한민국의 모델 박둘선.
  - 대한민국의 기업인 한덕수.
- 12월 15일 - 대한민국의 전 야구 선수 장문석.
- 12월 16일
  - 대한민국의 성우 홍범기.
  - 대한민국의 희극인 남진우.
- 12월 17일 - 미국의 배우 세라 폴슨.
- 12월 20일 - 대한민국의 영화감독 신정원. (~2021년)
- 12월 21일 - 대한민국의 성우 사성웅.
- 12월 22일 - 덴마크의 배우 라우라 드라스베크.
- 12월 23일 - 에콰도르의 축구 선수 아구스틴 델가도.
- 12월 24일
  - 칠레의 전 축구 선수 마르셀로 살라스.
  - 미국의 텔레비전 및 라디오 진행자 라이언 시크레스트.
- 12월 25일
  - 대한민국의 배우 최수린.
  - 대한민국의 배우 김동현.
- 12월 26일 - 대한민국의 축구 선수 강성민.
- 12월 27일
  - 대한민국의 만화가 윤서인.
  - 일본의 성우 오리카사 후미코.
- 12월 28일 - 대한민국의 성우 채의진.
- 12월 30일 - 대한민국의 태생 미국 입양인 출신 화제인물 필립 클레이. (~2017년)

### 미상
- 대한민국의 가수 김선영.
- 대한민국의 가수 한가은.
- 대한민국의 가수 이수정.
- 대한민국의 인터넷 사업가 김창원.
- 대한민국의 교수 윤태영.
- 대한민국의 방송인 박성욱.
- 대한민국의 전자음악 작곡가, 싱어송라이터 하임.
- 대한민국의 만화가 겸 삽화가 김대중.
- 중국의 비파 연주가 리우 팡.
- 대한민국의 의원 김영희.
- 대한민국의 소설가 김호연.
- 대한민국의 시인, 동화작가 윤슬.
- 대한민국의 전 야구 선수 조현.
- 일본의 배우 야마모토 히로시.

## 사망

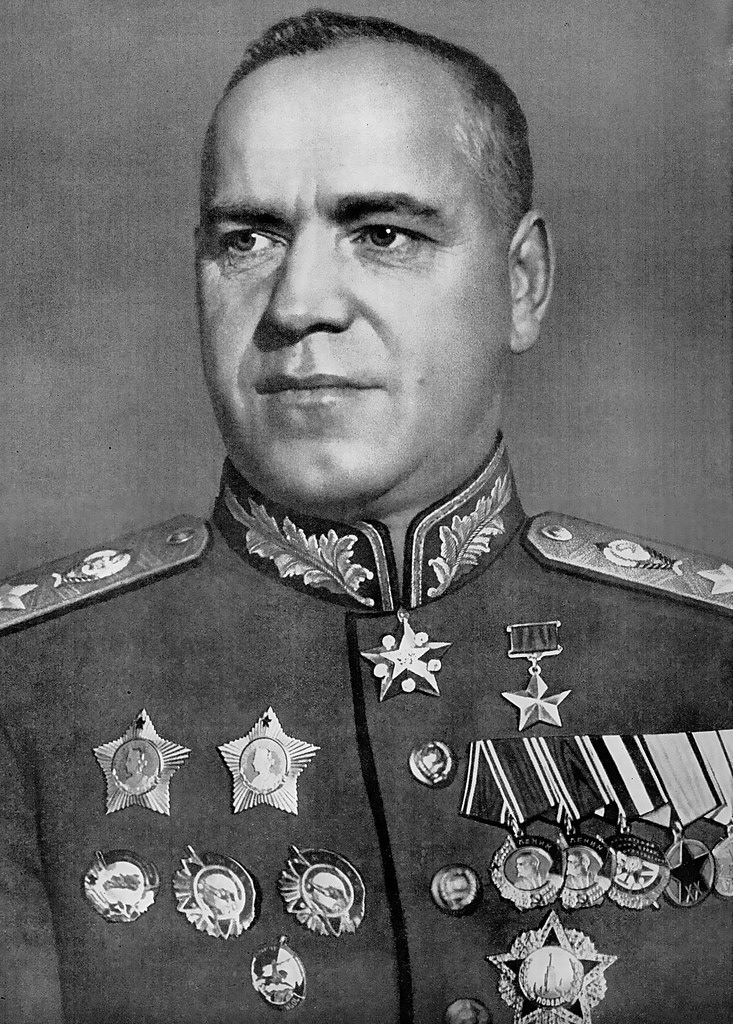
게오르기 주코프

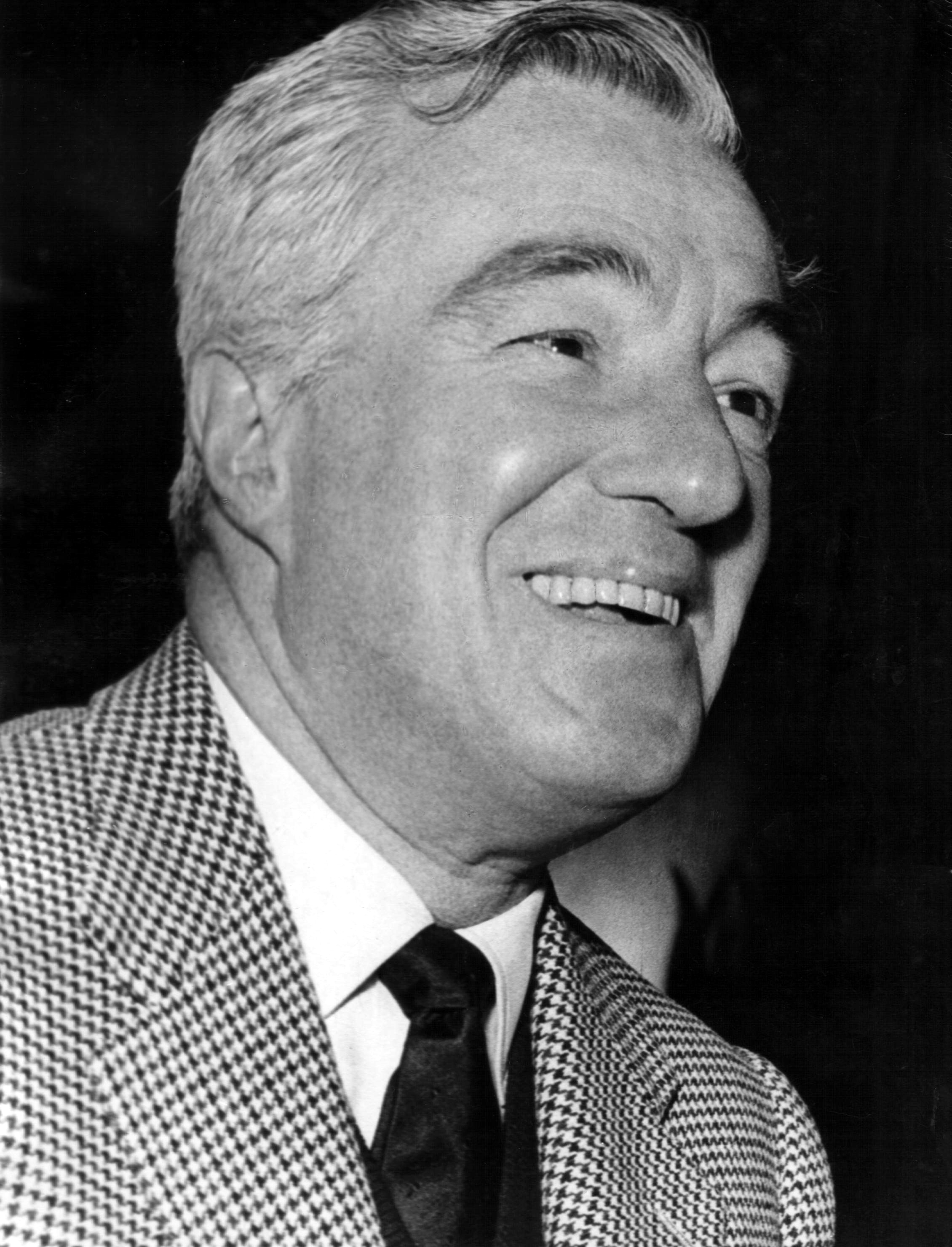
비토리오 데 시카

- 6월 18일 - 구 소련의 군인 게오르기 주코프. (1896년~)
- 6월 22일 - 프랑스의 작곡가 다리우스 미요. (1892년~)
- 8월 15일 - 대한민국의 제5~9대 대통령 박정희의 영부인 육영수. (1925년~)
- 10월 10일 - 소련의 군인 류드밀라 파블리첸코. (1916년~)
- 11월 13일 - 이탈리아의 영화감독 비토리오 데 시카. (1901년~)
- 12월 20일 - 육영수의 암살범 문세광. (1951년~)

## 노벨상
- 경제학상: 군나르 뮈르달, 프리드리히 본 하이에크
- 문학상: 에위빈드 욘손, 하뤼 마르틴손
- 물리학상: 마틴 라일, 안토니 휴이시
- 생리학 및 의학상: 알베르트 클라우데, 크리스티앙 드 뒤브, 조지 팔라데
- 평화상: 숀 맥브라이드, 사토 에이사쿠
- 화학상: 폴 플로리

## 달력
| 1월 |    |    |    |    |    |    |
| 일  | 월 | 화 | 수 | 목 | 금 | 토 |
|     |    | 1  | 2  | 3  | 4  | 5  |
| 6   | 7  | 8  | 9  | 10 | 11 | 12 |
| 13  | 14 | 15 | 16 | 17 | 18 | 19 |
| 20  | 21 | 22 | 23 | 24 | 25 | 26 |
| 27  | 28 | 29 | 30 | 31 |    |    |

| 2월 |    |    |    |    |    |    |
| 일  | 월 | 화 | 수 | 목 | 금 | 토 |
|     |    |    |    |    | 1  | 2  |
| 3   | 4  | 5  | 6  | 7  | 8  | 9  |
| 10  | 11 | 12 | 13 | 14 | 15 | 16 |
| 17  | 18 | 19 | 20 | 21 | 22 | 23 |
| 24  | 25 | 26 | 27 | 28 |    |    |

| 3월 |    |    |    |    |    |    |
| 일  | 월 | 화 | 수 | 목 | 금 | 토 |
|     |    |    |    |    | 1  | 2  |
| 3   | 4  | 5  | 6  | 7  | 8  | 9  |
| 10  | 11 | 12 | 13 | 14 | 15 | 16 |
| 17  | 18 | 19 | 20 | 21 | 22 | 23 |
| 24  | 25 | 26 | 27 | 28 | 29 | 30 |
| 31  |    |    |    |    |    |    |

| 4월 |    |    |    |    |    |    |
| 일  | 월 | 화 | 수 | 목 | 금 | 토 |
|     | 1  | 2  | 3  | 4  | 5  | 6  |
| 7   | 8  | 9  | 10 | 11 | 12 | 13 |
| 14  | 15 | 16 | 17 | 18 | 19 | 20 |
| 21  | 22 | 23 | 24 | 25 | 26 | 27 |
| 28  | 29 | 30 |    |    |    |    |

| 5월 |    |    |    |    |    |    |
| 일  | 월 | 화 | 수 | 목 | 금 | 토 |
|     |    |    | 1  | 2  | 3  | 4  |
| 5   | 6  | 7  | 8  | 9  | 10 | 11 |
| 12  | 13 | 14 | 15 | 16 | 17 | 18 |
| 19  | 20 | 21 | 22 | 23 | 24 | 25 |
| 26  | 27 | 28 | 29 | 30 | 31 |    |

| 6월 |    |    |    |    |    |    |
| 일  | 월 | 화 | 수 | 목 | 금 | 토 |
|     |    |    |    |    |    | 1  |
| 2   | 3  | 4  | 5  | 6  | 7  | 8  |
| 9   | 10 | 11 | 12 | 13 | 14 | 15 |
| 16  | 17 | 18 | 19 | 20 | 21 | 22 |
| 23  | 24 | 25 | 26 | 27 | 28 | 29 |
| 30  |    |    |    |    |    |    |

| 7월 |    |    |    |    |    |    |
| 일  | 월 | 화 | 수 | 목 | 금 | 토 |
|     | 1  | 2  | 3  | 4  | 5  | 6  |
| 7   | 8  | 9  | 10 | 11 | 12 | 13 |
| 14  | 15 | 16 | 17 | 18 | 19 | 20 |
| 21  | 22 | 23 | 24 | 25 | 26 | 27 |
| 28  | 29 | 30 | 31 |    |    |    |

| 8월 |    |    |    |    |    |    |
| 일  | 월 | 화 | 수 | 목 | 금 | 토 |
|     |    |    |    | 1  | 2  | 3  |
| 4   | 5  | 6  | 7  | 8  | 9  | 10 |
| 11  | 12 | 13 | 14 | 15 | 16 | 17 |
| 18  | 19 | 20 | 21 | 22 | 23 | 24 |
| 25  | 26 | 27 | 28 | 29 | 30 | 31 |

| 9월 |    |    |    |    |    |    |
| 일  | 월 | 화 | 수 | 목 | 금 | 토 |
| 1   | 2  | 3  | 4  | 5  | 6  | 7  |
| 8   | 9  | 10 | 11 | 12 | 13 | 14 |
| 15  | 16 | 17 | 18 | 19 | 20 | 21 |
| 22  | 23 | 24 | 25 | 26 | 27 | 28 |
| 29  | 30 |    |    |    |    |    |

| 10월 |    |    |    |    |    |    |
| 일   | 월 | 화 | 수 | 목 | 금 | 토 |
|      |    | 1  | 2  | 3  | 4  | 5  |
| 6    | 7  | 8  | 9  | 10 | 11 | 12 |
| 13   | 14 | 15 | 16 | 17 | 18 | 19 |
| 20   | 21 | 22 | 23 | 24 | 25 | 26 |
| 27   | 28 | 29 | 30 | 31 |    |    |

| 11월 |    |    |    |    |    |    |
| 일   | 월 | 화 | 수 | 목 | 금 | 토 |
|      |    |    |    |    | 1  | 2  |
| 3    | 4  | 5  | 6  | 7  | 8  | 9  |
| 10   | 11 | 12 | 13 | 14 | 15 | 16 |
| 17   | 18 | 19 | 20 | 21 | 22 | 23 |
| 24   | 25 | 26 | 27 | 28 | 29 | 30 |

| 12월 |    |    |    |    |    |    |
| 일   | 월 | 화 | 수 | 목 | 금 | 토 |
| 1    | 2  | 3  | 4  | 5  | 6  | 7  |
| 8    | 9  | 10 | 11 | 12 | 13 | 14 |
| 15   | 16 | 17 | 18 | 19 | 20 | 21 |
| 22   | 23 | 24 | 25 | 26 | 27 | 28 |
| 29   | 30 | 31 |    |    |    |    |

### 음양력 대조 일람
| 음력월 | 월건 | 대소 | 음력 1일의 양력 월일 | 음력 1일 간지 |
| ------ | ---- | ---- | -------------------- | ------------- |
| 1월    | 병인 | 대   | 1월 23일             | 갑자          |
| 2월    | 정묘 | 대   | 2월 22일             | 갑오          |
| 3월    | 무진 | 소   | 3월 24일             | 갑자          |
| 4월    | 기사 | 대   | 4월 22일             | 계사          |
| 윤4월  |      | 소   | 5월 22일             | 계해          |
| 5월    | 경오 | 소   | 6월 20일             | 임진          |
| 6월    | 신미 | 대   | 7월 19일             | 신유          |
| 7월    | 임신 | 소   | 8월 18일             | 신묘          |
| 8월    | 계유 | 소   | 9월 16일             | 경신          |
| 9월    | 갑술 | 대   | 10월 15일            | 기축          |
| 10월   | 을해 | 대   | 11월 14일            | 기미          |
| 11월   | 병자 | 소   | 12월 14일            | 기축          |
| 12월   | 정축 | 대   | 1975년 1월 12일      | 무오          |